# Meechai Ruchuphan
Meechai Ruchuphan (in thailandese มีชัย ฤชุพันธุ์, Michai Ruechuphan, pronuncia IPA: miː.t͡ɕʰaj rɯ́.t͡ɕʰú.pʰan; Bangkok, 2 febbraio 1938) è un politico e consulente legale thailandese, primo ministro della Thailandia ad interim dal 24 maggio 1992 al 10 giugno 1992.
È particolarmente esperto in diritto costituzionale.
Convinto conservatore e monarchico, è stato definito dall'accademico David Streckfuss "uno di quelli all'ombra del carisma", riferendosi a quei personaggi politici, degli affari e dell'alta società che mettono il proprio talento al servizio della classe dominante.

## Biografia

### Prime esperienze di lavoro e in politica
Dopo aver completato gli studi di Diritto all'Università Thammasat e negli Stati Uniti, iniziò la carriera lavorativa a Bangkok come funzionario nell'ufficio del Consiglio di Stato e in seguito divenne capo della divisione addetta a stilare le leggi. Nel 1973 fu assegnato in via permanente all'Ufficio del primo ministro e nominato consigliere legale del primo ministro Sanya Dharmasakti. Nel 1977, durante la dittatura militare, divenne membro del Parlamento e vice-segretario generale del primo ministro.

### Incarichi ministeriali e primo ministro ad interim
Nel 1980 fu messo a capo del ministero dell'Ufficio del primo ministro durante il primo mandato del generale Prem Tinsulanonda e mantenne la posizione fino al 1990, per tutti e otto gli anni nei quali Prem fu primo ministro e poi durante il governo di Chatichai Choonhavan. Fu inoltre senatore tra il 1983 e il 1989. Nell'aprile del 1991 venne nominato vice-primo ministro di Anand Panyarachun e l'anno dopo la carica gli fu confermata nel governo del generale Suchinda Kraprayoon. Nel 1991 venne anche eletto presidente del Comitato incaricato di redigere la costituzione. Il regime di Suchinda fu caratterizzato da grandi manifestazioni popolari anti-governative che culminarono nel massacro compiuto dalle forze dell'ordine nel cosiddetto maggio nero del 1992. Il generale fu costretto a dimettersi il 24 maggio e il governo venne affidato ad interim a Meechai fino alla nomina di Anand Panyarachun, al suo secondo mandato, il 10 giugno successivo.

### Presidente del Senato
Meechai tornò subito al Senato del quale fu nominato presidente il 28 giugno, e rimase in carica fino al 2000. In questa posizione fu a capo del tribunale costituzionale che dichiarò legale un decreto esecutivo del governo di Suchinda (secondo alcuni preparato dallo stesso Meechai) con il quale veniva garantita l'amnistia ai responsabili del massacro dei dimostranti. Fu molto critico del progetto della Costituzione del 1997 elaborata con un lungo processo in cui erano stati coinvolti vari strati della società civile. Definì alcuni dei suoi articoli troppo progressisti, come quello che dichiarava illegale la discriminazione dell'individuo in base alle sue origini sociali. Riteneva che fosse incompatibile con la cultura thailandese secondo la quale è normale prostrarsi in ginocchio davanti al re e impensabile di stare in piedi davanti a lui. Alla fine diede il suo appoggio alla costituzione per non creare polemiche in quel delicato periodo in cui imperversava la crisi finanziaria asiatica e per non reprimere le speranze che in molti avevano riposto nella nuova costituzione.

### Presidente del Parlamento, membro delle giunte militari e redattore della costituzione
Dopo il colpo di Stato militare del 2006 che pose fine alla carriera politica del primo ministro Thaksin Shinawatra, Meechai divenne presidente del Parlamento i cui membri furono scelti dalla giunta militare. La sua nomina fu vista come il segnale del ritorno a una costituzione conservatrice severa basata sulla legge e sull'ordine pubblico. Giudicò la Costituzione del 1997 inadatta al Paese e sostenne che la monarchia nazionale era in pericolo e che per difenderla bisognava mantenere e rendere più severa la legge sulla lesa maestà. Si proclamò in favore di un primo ministro e di un Parlamento nominati invece che quelli eletti democraticamente.
Nel 2011 fu presidente al Consiglio di Stato della Commissione per la riforma delle leggi. Dopo il colpo di Stato del 2014 con cui i militari rovesciarono il governo alleato di Thaksin, Meechai fu uno dei due civili entrati a far parte della giunta militare che prese il potere con il nome Consiglio nazionale per la pace e per l'ordine (CNPO). Dopo il fallimento di un Comitato militare per redigere una nuova costituzione, il 5 ottobre 2015 fu nominato dalla giunta presidente di un nuovo comitato incaricato di stilare la costituzione.

### Proteste contro la costituzione elaborata da Meechai
Il progetto di costituzione preparato da Meechai fu approvato dal popolo con il criticato referendum del 2016, caratterizzato dal divieto di criticare il testo della riforma durante la campagna elettorale e dalle incarcerazioni di attivisti ed elettori che contravvennero al divieto. La costituzione fu quindi promulgata da re Rama X nell'aprile del 2017 e prevedeva diverse norme in antitesi con la democrazia, come la nomina dei 250 senatori da parte di una commissione egemonizzata dai militari con scadenza del mandato a cinque anni (con la legislatura che dura quattro anni), la nomina del primo ministro da parte delle camere dei deputati e dei senatori congiunte e la possibilità di avere emendamenti alla costituzione solo con l'approvazione di almeno un terzo dei senatori. Stabiliva inoltre che tutte le risoluzioni prese dalla giunta CNPO erano state legali e costituzionali, che il monitoraggio, le proposte e la gestione delle riforme nazionali fossero affidati ai senatori, ecc.
Anche le successive elezioni del marzo 2019 furono caratterizzate da gravi irregolarità che favorirono la vittoria della coalizione basata sul Partito Palang Pracharath appoggiato dai militari, mentre le opposizioni videro al fianco del Partito Pheu Thai (che appoggiava le politiche di Thaksin) il successo del radicale Partito del Futuro Nuovo (PFN), forte del voto dei giovani e delle fasce più emarginate della società thailandese. Il PFN e il suo leader Thanathorn Juangroongruangkit furono ben presto oggetto di persecuzione da parte della Commissione elettorale e della Corte costituzionale, organismi controllati dai militari, e la Corte costituzionale dispose lo scioglimento del partito nel febbraio 2020. Fu la scintilla che fece esplodere il malcontento della popolazione, in particolare dei giovani thailandesi, che diedero vita alle più imponenti dimostrazioni anti-governative nel Paese dal 2014. Le proteste durarono diversi mesi e i dimostranti si prefissero di ottenere, tra le altre cose, una nuova costituzione, le dimissioni del governo filo-militare e la riduzione dei poteri del re, al quale, dopo aver firmato la costituzione erano state concesse enormi prerogative che non avevano precedenti nell'era costituzionale del Paese.